# كأس الاتحاد الإنجليزي 2023–24
كأس الاتحاد الإنجليزي 2023–24 (بالإنجليزية: 2023–24 FA Cup) هو الموسم الثالث والأربعون بعد المائة من أقدم بطولة كرة قدم في العالم، كأس الاتحاد الإنجليزي. ترعاها طيران الإمارات وتُعرف باسم كأس الإمارات لكرة القدم لأغراض الرعاية.
مانشستر سيتي هو حامل اللقب بعد فوزه على غريمه التقليدي مانشستر يونايتد في نهائي العام الماضي وحصوله على اللقب السابع في تاريخه.
الفائز سوف يتأهل لمرحلة المجموعات من الدوري الأوروبي 2023–24. كما أنه يلعب أمام بطل الدوري الإنجليزي الممتاز 2023–24 في درع المجتمع الإنجليزي 2024.

## الفرق
كأس الاتحاد الانجليزي يلعب بطريقة خروج المغلوب بمشاركة 124 فريق في المرحلة الأولى يسعون للوصول للنهائي في ملعب ويمبلي يوم 25 مايو 2024. المسابقة تضم 92 فريق من الأربع مستويات الأعلى في نظام دوريات كرة القدم الإنجليزية (20 من الدوري الممتاز و 24 من دوري البطولة الإنجليزية و 24 من دوري الدرجة الاولى و 24 من دوري الدرجة الثانية) بجانب 32 فريق متأهلين عن طريق التصفييات من أصل 640 فريق من الدوري الوطني.
كل الجولات تحدد بقرعة عشوائية تقام غالبًا في يوم اخر مباراة في الجولة السابقة او اخر مباراة مذاعة تليفزيونيًا.
| الجولة                   | الفرق التي تدخل من هذة الجولة                                    | الفرق المتأهلة من الجولة السابقة   | عدد المباريات | التواريخ                | المكافأة المادية للفائز | المكافأة المادية للخاسر |
| ------------------------ | ---------------------------------------------------------------- | ---------------------------------- | ------------- | ----------------------- | ----------------------- | ----------------------- |
| الجولة الأولى (80 فريق)  | - 24 فريق من دوري الدرجة الثانية - 24 فريق من دوري الدرجة الأولى | 32 فريق متأهلون من التصفيات        | 40            | السبت 4 نوفمبر 2023     | £41000                  | لا يوجد                 |
| الجولة الثانية (40 فريق) | لا يوجد                                                          | 40 فريق الفائزون من الجولة الأولى  | 20            | السبت 2 ديسمبر 2023     | £67,000                 | لا يوجد                 |
| الجولة الثالثة (64 فريق) | - 20 فريق من الدوري الممتاز - 24 فريق من دوري البطولة الإنجليزية | 20 فريق الفائزون من الجولة الثانية | 32            | السبت 6 يناير 2024      | £105,000                | لا يوجد                 |
| الجولة الرابعة (32 فريق) | لا يوجد                                                          | 32 فريق الفائزون من الجولة الثالثة | 16            | السبت 27 يناير 2024     | £120,000                | لا يوجد                 |
| الجولة الخامسة (16 فريق) | لا يوجد                                                          | 16 فريق الفائزون من الجولة الثالثة | 8             | الأربعاء 28 فبراير 2024 | £225,000                | لا يوجد                 |
| ربع النهائي (8 فرق)      | لا يوجد                                                          | 8 فرق الفائزون من الجولة الرابعة   | 4             | السبت 16 مارس 2024      | £450,000                | لا يوجد                 |
| نصف النهائي (4 فرق)      | لا يوجد                                                          | 4 فرق الفائزون من ربع النهائي      | 2             | السبت 20 أبريل 2024     | £1,000,000              | £500,000                |
| النهائي (فرقتان)         | لا يوجد                                                          | الفائزان من نصف النهائي            | 1             | السبت 25 مايو 2024      | £2,000,000              | £1,000,000              |

## التصفيات
كل فرق الدوريات من المستويات الخامس إلى العاشر في نظام دوريات كرة القدم الإنجليزية يشاركون في تصفيات تحتوى على ستة جولات تبدأ من 4 أغسطس 2023 للتنافس على 32 مقعد في الجولة الأولى من المسابقة.

## حقوق البث
كلا الشبكتين يملكا حقوق بث البطولة حتى موسم 2024–2025
| الشبكة         | ملخص |
| -------------- | --- |
| بي بي سي سبورت | 18 مباراة مباشرة مع مقتطفات من درع المجتمع الإنجليزي بي بي سي سبورت لها الحق في الاختيار الثاني والثالث لمباريات الجولة الثانية، الرابعة وربع النهائي. والاختيار الأول والرابع لمباريات الجولة الأولى، الثالثة، والخامسة. والاختيار الأول لمبارتي نصف النهائي.  |
| آي تي في سبورت | 20 مباراة مباشرة على الأقل مع مقتطفات من درع المجتمع الإنجليزي. ITV لها الحق في الاختيار الأول والرابع لمباريات الجولة الثانية، الرابعة وربع النهائي. والاختيار الثاني والثالث لمباريات الجولة الأولى، الثالثة، والخامسة. والاختيار الثاني لمبارتي نصف النهائي. |